# Narendra Patel
Narendra Babubhai Patel, barone Patel (Lindi, 11 maggio 1938), è un medico britannico.

## Biografia
Narendra Patel è nato a Lindi, nel territorio del Tanganica, l'11 maggio 1938 da una coppia di immigrati indiani.
Ha studiato medicina al Queen's College dell'Università di St. Andrews laureandosi nel 1964. Ha poi lavorato per più di trent'anni presso il Ninewells Hospital di Dundee, diventando consulente ostetrico nel 1974. Gli interessi clinici e accademici di Patel comprendono l'ostetricia ad alto rischio, il parto prematuro, il ritardo della crescita fetale, l'epidemiologia ostetrica e la qualità degli standard di salute e clinici a disposizione.
Nel 1969 è divenuto membro e nel 1988 socio del Royal College of Obstetricians and Gynecologists. Nel 1999 è stato eletto membro della Royal Society di Edimburgo. È stato anche segretario onorario del Royal College of Obstetricians and Gynecologists dal 1987 al 1992, vicepresidente del Royal College of Obstetricians and Gynecologists dal 1992 al 1995, presidente dell'Academy of Medical Royal Colleges of Scotland dal 1994 al 1995, presidente del Royal College of Obstetricians and Gynecologists dal 1995 al 1998 e presidente dell'Academy of Medical Royal Colleges del Regno Unito dal 1996 al 1998.
Dal 2012 al 2014 è stato vicepresidente e dal 2014 è presidente dell'associazione benefica Attend.
Nel giugno del 1997 è stato nominato cavaliere.
Il 1º marzo 1999 è stato creato pari a vita con il titolo di barone Patel, di Dunkeld a Perth e Kinross. Ha lavorato come vicepresidente del gruppo parlamentare composto da membri di tutti i partiti per i servizi alla maternità dal 2002 e dal gruppo sui servizi di infertilità dal 2003, oltre ad essere presidente del comitato direttivo delle cellule staminali dal 2003. È stato membro del comitato scientifico e tecnologico sin dalla sua istituzione.
Nel 2006 è stato nominato cancelliere dell'Università di Dundee. Come parte della sua investitura ha scelto di conferire lauree honoris causa a Caroline Cox, baronessa Cox e alla professoressa Anna Glasier.
È patrono di SafeHands for Mothers, un ente benefico con sede nel Regno Unito la cui missione è migliorare la salute materna e neonatale sfruttando la potenza della vista anche attraverso la produzione di film.
Ha ricevuto borse di studio onorarie da numerosi enti professionali tra cui dall'American College of Obstetricians and Gynecologists nel 1996, dalla Society of Obstetricians and Gynecologists of Canada nel 1997, dal Royal College of Physicians of Edinburgh nel 1997, dal Royal College di Surgeons of Edinburgh nel 1997, dal Royal College of Physicians e Surgeons of Glasgow nel 1998, dal Royal College of Surgeons of England nel 1998, dal Royal Australasian College of Obstetrics and Gynecology nel 1998, dal Royal College of Anesthetists nel 1998, dal Royal College of Physicians of Ireland nel 2000, dalla Faculty of Public Health nel 2003, dal Royal College of General Practitioners nel 2004 e dal Royal College of Psychiatrists nel 2005. È membro onorario delle società tedesca, finlandese, argentina, cilena e italiana di ostetricia e ginecologia. Ha ricevuto lauree honoris causa dall'Università Napier di Edimburgo nel 1996, dall'Università di Aberdeen nel 2001, dall'Università di St. Andrews nel 2001, dall'Università di Stellenbosch nel 2001, dall'Università di Atene nel 2004 e dall'Università di Dundee nel 2004.
Il 30 novembre 2009 è stato nominato cavaliere dall'Ordine del Cardo dalla regina Elisabetta II. L'Ordine del Cardo è il più alto ordine cavalleresco scozzese. Nel Regno Unito nel suo insieme è secondo solo all'Ordine della Giarrettiera. L'ordine onora gli uomini e le donne scozzesi che hanno ricoperto cariche pubbliche o che hanno contribuito in qualche modo alla vita nazionale. Lord Patel è il primo asiatico nominato nella storia di 322 anni dell'Ordine. È stato ufficialmente investito dalla regina Elisabetta II durante un'udienza a Buckingham Palace il 9 giugno 2010.